# Contes populaires russes

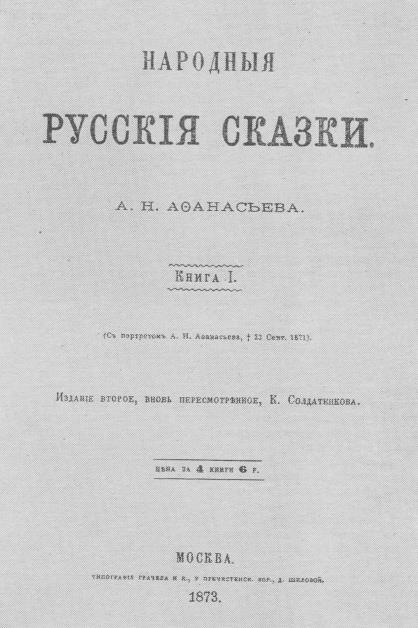
Couverture des Contes populaires russes (2e édition, Moscou, 1873)

Les Contes populaires russes (en russe : Народные русские сказки, Narodnye rousskie skazki,) constituent le plus célèbre recueil de contes populaires slaves orientaux (russes, ukrainiens, biélorusses).

## Présentation
Ces contes ont été rassemblés et publiés pour la première fois par Alexandre Afanassiev à partir de 1855. La seconde édition, remaniée, a été publiée en 1873 à titre posthume, en 4 volumes. Les contes y sont répartis par sections thématiques (contes d'animaux, contes merveilleux, contes romanesques, contes satiriques, « anecdotes ». Quatre éditions complètes ont paru sous le régime tsariste (1855-1860, 1873, 1897, 1913-1914) , et trois sous le régime soviétique (1936-1940, 1958, 1984).
Dans l'édition publiée en 1873, Afanassiev avait systématisé le matériau des contes de la première moitié du XIXe siècle, en les assortissant d'un important commentaire scientifique. Le système qu'il a adopté constitue la première tentative de classification des contes populaires en général.
Afanassiev a collecté peu de contes par lui-même, la plus grande partie du matériau publié lui ayant été transmise par ses correspondants (dont Vladimir Dahl). Le lieu de collecte des versions n'est pas toujours indiqué.
Vladimir Propp s'est fortement appuyé sur ce recueil pour réaliser ses analyses, publiées dans Morphologie du conte (1928) et Les Racines historiques du conte merveilleux (1946) ; il a lui-même dirigé la rédaction de l'édition publiée en 1958 en URSS. La dernière édition soviétique (1984) est due à Barag et N.V. Novikov.
En français, la version la plus complète à ce jour (2016) est celle qui a été publiée en 2009-2010 aux éditions Imago, traduite et présentée par Lise Gruel-Apert, qui s'est basée sur la version de Barag et Novikov de 1984. Cette édition complète les versions publiées précédemment (1988 à 2003) chez Maisonneuve et Larose ; il ne s'agit toutefois pas encore d'une version intégrale : elle comprend 324 textes, plus les notes et index.